# Gritti (famiglia)
I Gritti furono una famiglia patrizia veneziana, annoverata fra le cosiddette Case Nuove.
Nella prima metà del secolo XVI diede alla Repubblica un doge, Andrea Gritti.

## Storia
Storicamente, non è certo se questa famiglia sia discesa dai primi abitanti della laguna veneta o se provenga dall'isola di Creta; secondo la leggenda, tuttavia, i Gritti si rifugiarono a Venezia da Altino all'epoca dell'invasione degli Unni, e vennero compresi nel ceto patrizio fin da primi anni della Repubblica, alla quale avrebbero dato antichi tribuni.
Nel 1720, un ramo del casato fu investito dal Governo Veneto del titolo comitale, garantito a tutta la discendenza maschile e femminile, sul feudo di Zumelle (nel bellunese), con la giurisdizione criminale maggiore e minore e cum potestate gladii.
Alla caduta della Serenissima, la famiglia Gritti era suddivisa in sette diversi rami.
Con Sovrana Risoluzione dell'8 ottobre 1818, la famiglia Gritti fu confermata nobile dal governo di Vienna; il 13 dicembre 1819, invece, furono concessi ai suoi membri la dignità e il titolo di conti dell'Impero austriaco. Ulteriori rami di questo casato ricevettero la conferma di nobiltà con le Sovrane Risoluzioni datate 16 e 30 novembre 1817 e 10 gennaio 1818.

## Membri illustri
- Andrea Gritti (1455 - 1538), doge veneziano;
- Alvise Gritti (1480 - 1534), mercante turco, figlio del precedente.

## Luoghi e architetture

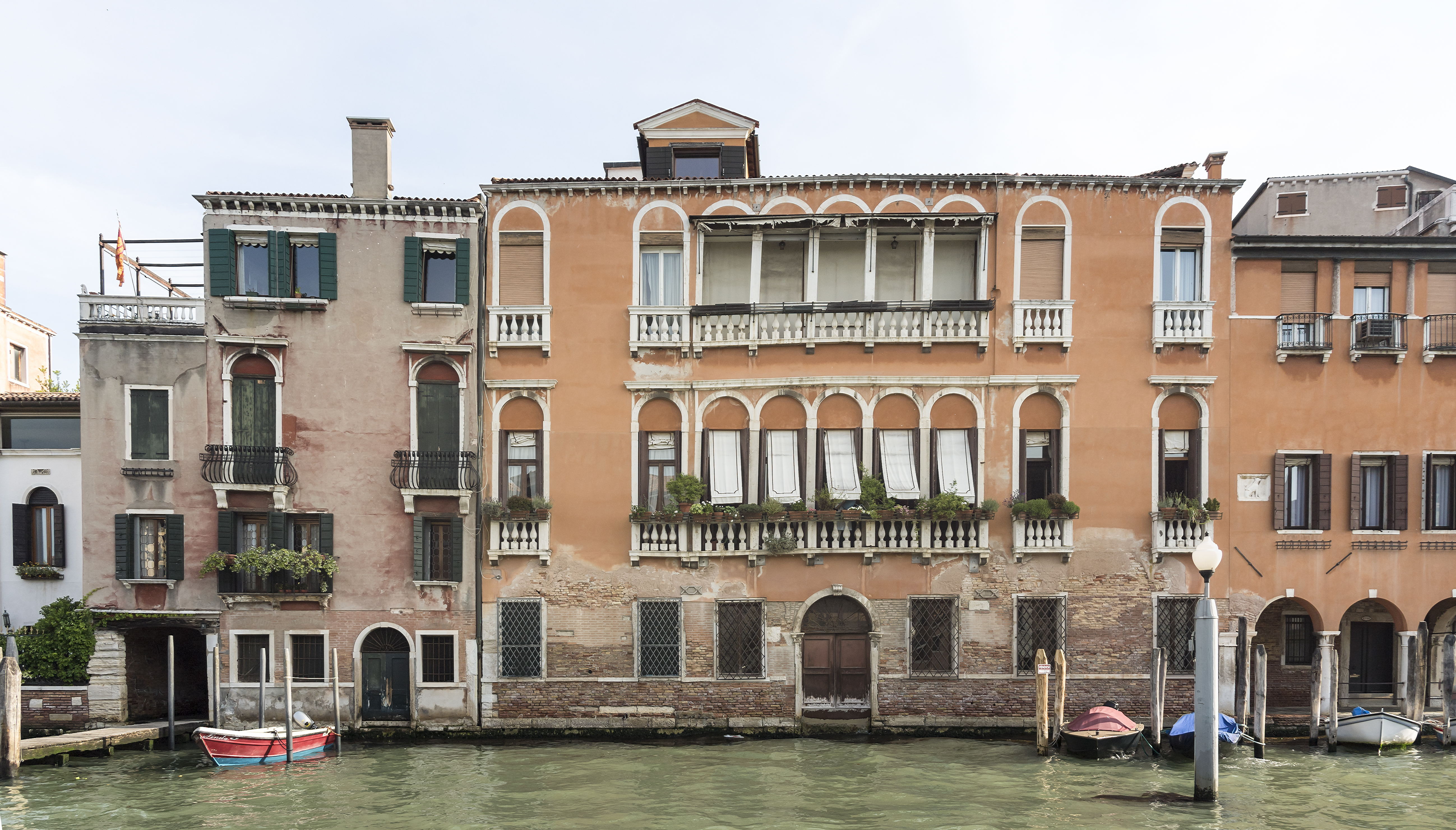
Palazzo Gritti a Cannaregio
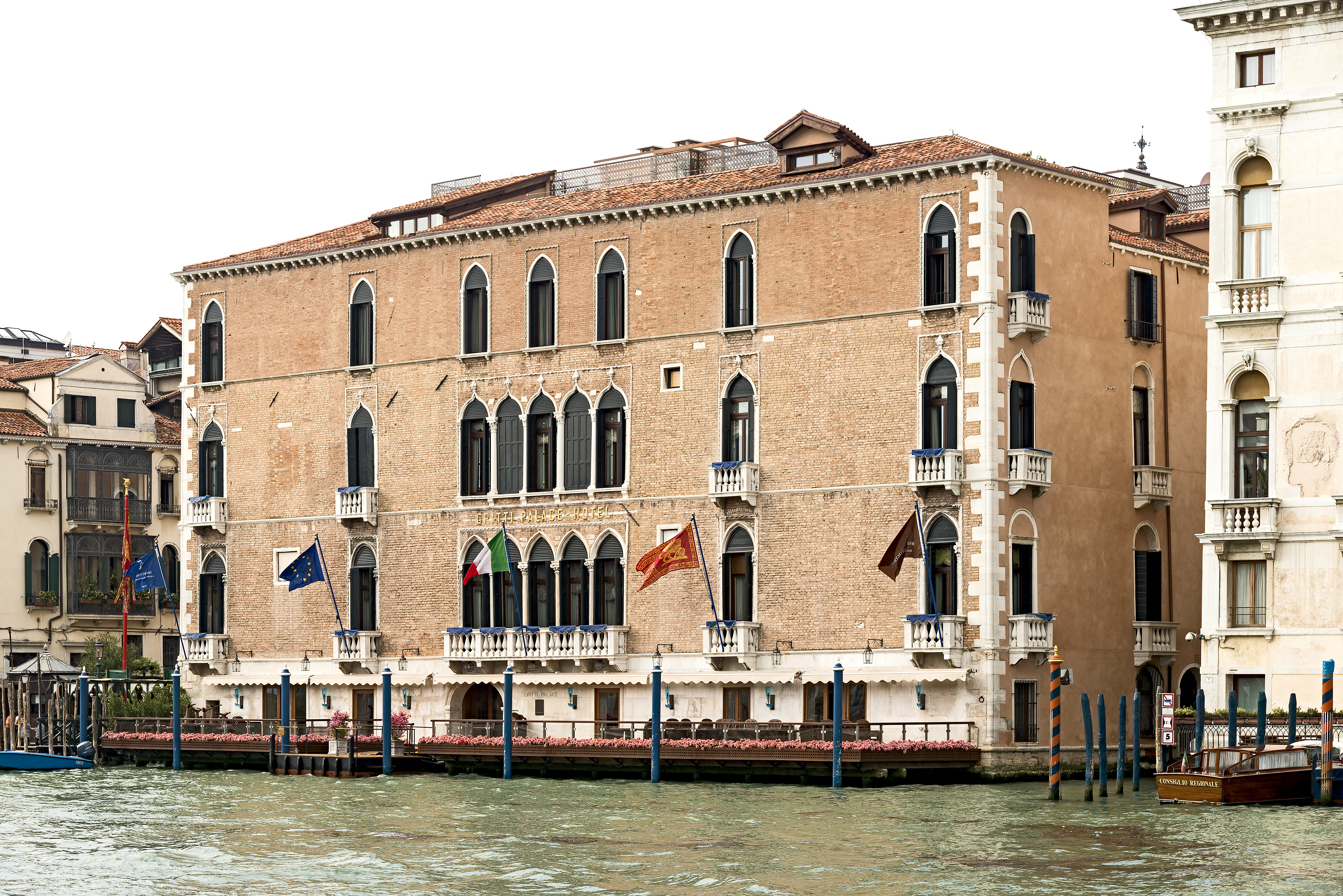
Palazzo Pisani Gritti
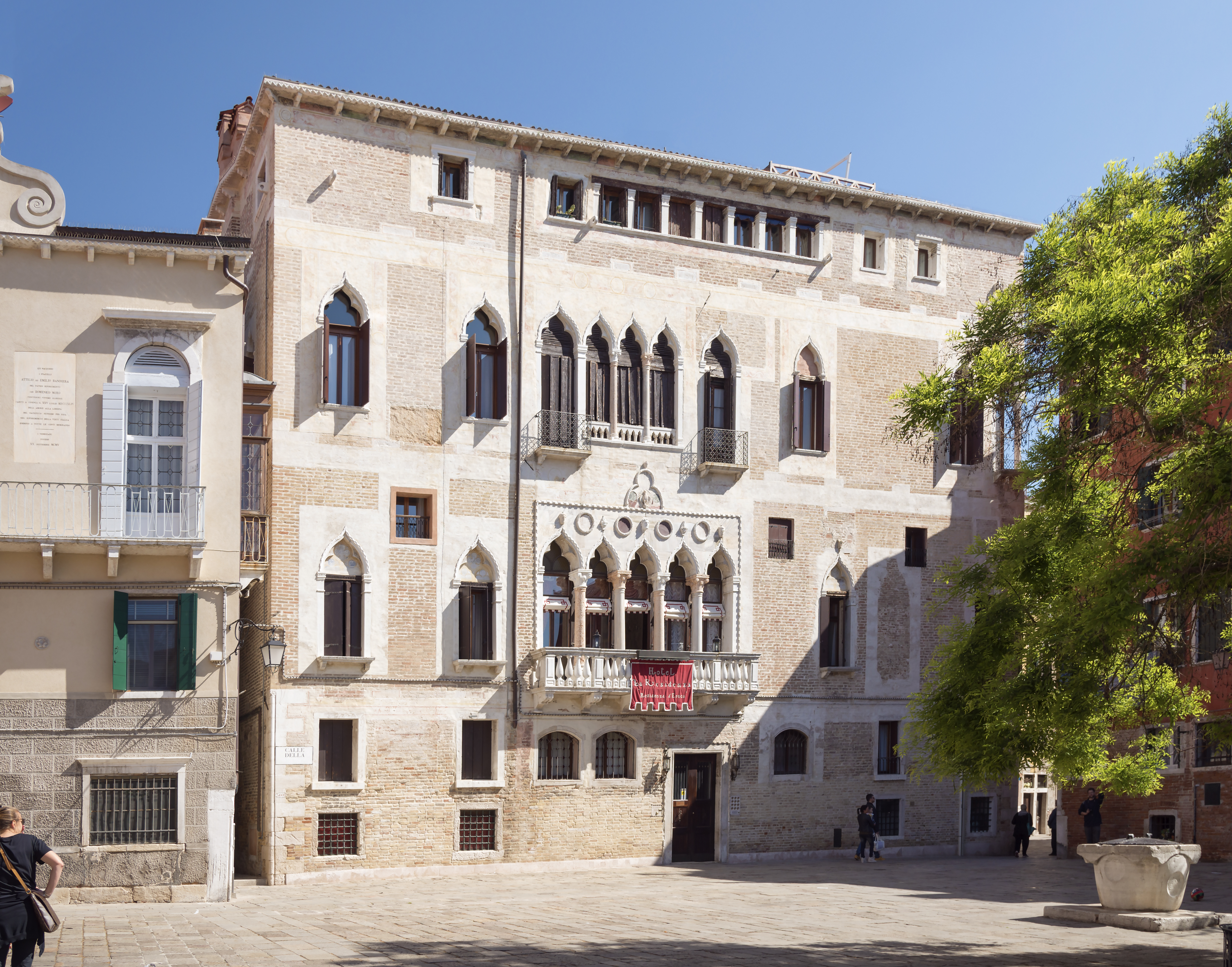
Palazzo Gritti Morosini
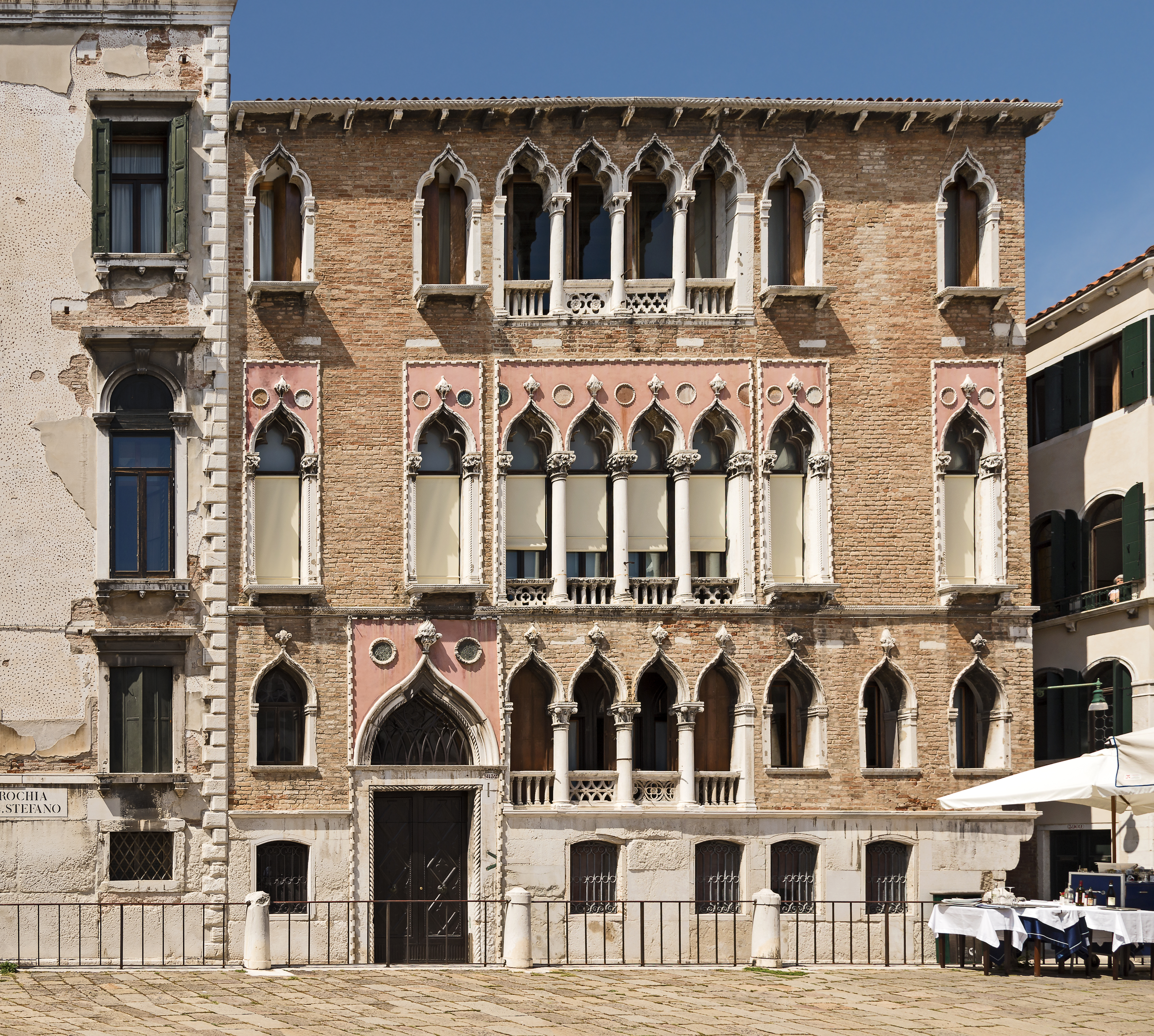
Palazzo Gritti

Palazzi
- Palazzo Gritti, a Cannaregio;
- Palazzo Gritti, a San Marco;
- Palazzo Gritti Badoer (Venezia), a Castello
- Palazzo Pisani Gritti, a San Marco;

Ville
- Palazzo Gritti o della Nunziatura a Castello;
- Villa Gritti, a San Bonifacio;
- Villa Gritti Morlacchi, a Pianengo;
- Villa Gritti Rubinato, a Treviso;
- Villa Gritti, Nasi, Fonti, Moschini, Briani, a Stra.